# Torneo Nacional de Desarrollo M16 2021
El  Torneo Nacional de Desarrollo M16 de 2021 fue la quinta edición del torneo para los seleccionados M16 de desarrollo de las uniones regionales afiliadas a la Unión Argentina de Rugby. La torneo se llevó a cabo el 22 y 24 de octubre de 2021 en Junín, Provincia de Buenos Aires.
La quinta edición de este torneo, originalmente programada a disputarse el 25 y 26 de abril de 2020 en Junín, fue postergada indefinidamente el 22 de marzo de la misma temporada debido al impacto de la pandemia de covid-19.
La Unión de Rugby del Oeste de Buenos Aires fue elegida como anfitriona del torneo por quinta temporada consecutiva, sin embargo por primera vez el Club de Gimnasia y Esgrima de Pergamino no fue elegido como sede del torneo, siendo elegido en su lugar el Club Los Miuras de Junín.
Por cuarta temporada consecutiva se enfrentaron en la final los seleccionados de la URBA y los anfitriones, la Unión de Rugby del Oeste de Buenos Aires. El conjunto porteño obtuvo su segundo título tras imponerse 19-7 en la final ante los locales. La Copa de Plata (para equipos del 9.° al 16.° puesto) fue ganada por la Unión de Rugby de Mar del Plata, que derrotó 22-5 en la final a la Unión Santiagueña de Rugby.

## Equipos participantes
Participaron del torneo los seleccionados de dieciséis uniones provinciales argentinas, las cuales clasificaron de acuerdo a su cantidad de jugadores fichados en la categoría.
| Zona                 | Equipo              | Unión                                    | Part. |
| -------------------- | ------------------- | ---------------------------------------- | ----- |
| Zona Oro 8 equipos   | Andina              | Unión Andina de Rugby                    | 3     |
| Zona Oro 8 equipos   | Buenos Aires        | Unión de Rugby de Buenos Aires           | 4     |
| Zona Oro 8 equipos   | Córdoba             | Unión Cordobesa de Rugby                 | 5     |
| Zona Oro 8 equipos   | Cuyo                | Unión de Rugby de Cuyo                   | 3     |
| Zona Oro 8 equipos   | Entre Ríos          | Unión Entrerriana de Rugby               | 5     |
| Zona Oro 8 equipos   | Oeste               | Unión de Rugby del Oeste de Buenos Aires | 5     |
| Zona Oro 8 equipos   | Rosario             | Unión de Rugby de Rosario                | 5     |
| Zona Oro 8 equipos   | Santa Fe            | Unión Santafesina de Rugby               | 5     |
| Zona Plata 8 equipos | Jujuy               | Unión Jujeña de Rugby                    | 3     |
| Zona Plata 8 equipos | Mar del Plata       | Unión de Rugby de Mar del Plata          | 5     |
| Zona Plata 8 equipos | Nordeste            | Unión de Rugby del Nordeste              | 3     |
| Zona Plata 8 equipos | Salta               | Unión de Rugby de Salta                  | 5     |
| Zona Plata 8 equipos | San Juan            | Unión Sanjuanina de Rugby                | 3     |
| Zona Plata 8 equipos | Santiago del Estero | Unión Santiagueña de Rugby               | 4     |
| Zona Plata 8 equipos | Sur                 | Unión de Rugby del Sur                   | 5     |
| Zona Plata 8 equipos | Tucumán             | Unión de Rugby de Tucumán                | 2     |

Cambio de formato
Durante esta temporada se decidió dejar de lado la fase de grupos y regresar a un formato de eliminación directa, manteniendo los partidos para definir la ubicación final de equipos eliminados. Sin embargo, también se decidió mantener la separación de los equipos participantes en dos divisiones de ocho equipos cada una como se había hecho en la última temporada. La Zona Oro (del 1.° al 8.° puesto) y la Zona Plata (del 9.° al 16.° puesto) pasarían a disputarse en tres rondas (cuartos de final, semifinales y finales), reduciendo la cantidad de partidos disputados de cuatro a tres por equipo.

## Zona Oro
|  | Cuartos de final | Cuartos de final | Cuartos de final |              |            | Semifinales   | Semifinales   | Semifinales   |  |              | Final Oro     | Final Oro     | Final Oro     |  |
|  | 22 de octubre    | 22 de octubre    | 22 de octubre    |              |            | 22 de octubre | 22 de octubre | 22 de octubre |  |              | 24 de octubre | 24 de octubre | 24 de octubre |  |
|  |                  |                  |                  |              |            |               |               |               |  |              |               |               |               |  |
|  |                  |                  |                  |              |            |               |               |               |  |              |               |               |               |  |
|  | Entre Ríos       | Entre Ríos       | 15               |              |            |               |               |               |  |              |               |               |               |  |
|  | Entre Ríos       | Entre Ríos       | 15               |              |            |               |               |               |  |              |               |               |               |  |
|  | Rosario          | Rosario          | 15               |              |            |               |               |               |  |              |               |               |               |  |
|  | Rosario          | Rosario          | 15               |              | Entre Ríos | Entre Ríos    | 0             |               |  |              |               |               |               |  |
|  |                  |                  |                  |              | Entre Ríos | Entre Ríos    | 0             |               |  |              |               |               |               |  |
|  |                  |                  | Buenos Aires     | Buenos Aires | 43         |               |               |               |  |              |               |               |               |  |
|  | Buenos Aires     | Buenos Aires     | Buenos Aires     | Buenos Aires | 43         | 22            |               |               |  |              |               |               |               |  |
|  | Buenos Aires     | Buenos Aires     |                  |              |            |               |               |               |  |              |               |               |               |  |
|  | Santa Fe         | Santa Fe         | 0                |              |            |               |               |               |  |              |               |               |               |  |
|  | Santa Fe         | Santa Fe         | 0                |              |            |               |               |               |  | Buenos Aires | Buenos Aires  | 19            |               |  |
|  |                  |                  |                  |              |            |               |               |               |  | Buenos Aires | Buenos Aires  | 19            |               |  |
|  |                  |                  | Oeste            | Oeste        | 7          |               |               |               |  |              |               |               |               |  |
|  | Córdoba          | Córdoba          | Oeste            | Oeste        | 7          | 0             |               |               |  |              |               |               |               |  |
|  | Córdoba          | Córdoba          |                  |              |            |               |               |               |  |              |               |               |               |  |
|  | Andina           | Andina           | 19               |              |            |               |               |               |  |              |               |               |               |  |
|  | Andina           | Andina           | 19               |              | Andina     | Andina        | 0             |               |  |              |               |               |               |  |
|  |                  |                  |                  |              | Andina     | Andina        | 0             |               |  |              |               |               |               |  |
|  |                  |                  | Oeste            | Oeste        | 19         |               |               |               |  |              |               |               |               |  |
|  | Oeste            | Oeste            | Oeste            | Oeste        | 19         | 22            |               |               |  |              |               |               |               |  |
|  | Oeste            | Oeste            |                  |              |            |               |               |               |  |              |               |               |               |  |
|  | Cuyo             | Cuyo             | 0                |              |            |               |               |               |  |              |               |               |               |  |
|  | Cuyo             | Cuyo             | 0                |              |            |               |               |               |  |              |               |               |               |  |
|  |                  |                  |                  |              |            |               |               |               |  |              |               |               |               |  |

### Cuartos de final
| 22 de octubre                                                                                   | Entre Ríos | 15 - 15 | Rosario | Club Los Miuras, Junín |  |
|                                                                                                 |            | Reporte |         |                        |  |
| La Unión Entrerriana de Rugby clasifica a las semifinales por tener menor cantidad de tarjetas. |            |         |         |                        |  |

| 22 de octubre | Buenos Aires | 22 - 0  | Santa Fe | Club Los Miuras, Junín |  |
|               |              | Reporte |          |                        |  |

| 22 de octubre | Córdoba | 0 - 19  | Andina | Club Los Miuras, Junín |  |
|               |         | Reporte |        |                        |  |

| 22 de octubre | Oeste | 22 - 0  | Cuyo | Club Los Miuras, Junín |  |
|               |       | Reporte |      |                        |  |

### Semifinales
Semifinales 1.° al 4.° puesto
| 22 de octubre | Entre Ríos | 0 - 43  | Buenos Aires | Club Los Miuras, Junín |  |
|               |            | Reporte |              |                        |  |

| 22 de octubre | Andina | 0 - 19  | Oeste | Club Los Miuras, Junín |  |
|               |        | Reporte |       |                        |  |

Semifinales 5.° al 8.° puesto
| 22 de octubre | Rosario | 12 - 3  | Santa Fe | Club Los Miuras, Junín |  |
|               |         | Reporte |          |                        |  |

| 22 de octubre | Córdoba | 5 - 7   | Cuyo | Club Los Miuras, Junín |  |
|               |         | Reporte |      |                        |  |

### Finales
Final
| 24 de octubre | Buenos Aires | 19 - 7  | Oeste | Club Los Miuras, Junín |  |
|               |              | Reporte |       |                        |  |

Final 3.° puesto
| 24 de octubre | Entre Ríos | 0 - 10  | Andina | Club Los Miuras, Junín |  |
|               |            | Reporte |        |                        |  |

Final 5.° puesto
| 24 de octubre | Rosario | 8 - 0   | Cuyo | Club Los Miuras, Junín |  |
|               |         | Reporte |      |                        |  |

Final 7.° puesto
| 24 de octubre | Santa Fe | 0 - 5   | Córdoba | Club Los Miuras, Junín |  |
|               |          | Reporte |         |                        |  |

## Zona Plata
|  | Cuartos de final    | Cuartos de final    | Cuartos de final |               |                     | Semifinales         | Semifinales   | Semifinales   |  |                     | Final Plata         | Final Plata   | Final Plata   |  |
|  | 22 de octubre       | 22 de octubre       | 22 de octubre    |               |                     | 22 de octubre       | 22 de octubre | 22 de octubre |  |                     | 24 de octubre       | 24 de octubre | 24 de octubre |  |
|  |                     |                     |                  |               |                     |                     |               |               |  |                     |                     |               |               |  |
|  |                     |                     |                  |               |                     |                     |               |               |  |                     |                     |               |               |  |
|  | Jujuy               | Jujuy               | 10               |               |                     |                     |               |               |  |                     |                     |               |               |  |
|  | Jujuy               | Jujuy               | 10               |               |                     |                     |               |               |  |                     |                     |               |               |  |
|  | Santiago del Estero | Santiago del Estero | 20               |               |                     |                     |               |               |  |                     |                     |               |               |  |
|  | Santiago del Estero | Santiago del Estero | 20               |               | Santiago del Estero | Santiago del Estero | 27            |               |  |                     |                     |               |               |  |
|  |                     |                     |                  |               | Santiago del Estero | Santiago del Estero | 27            |               |  |                     |                     |               |               |  |
|  |                     |                     | Tucumán          | Tucumán       | 0                   |                     |               |               |  |                     |                     |               |               |  |
|  | Tucumán             | Tucumán             | Tucumán          | Tucumán       | 0                   | 10                  |               |               |  |                     |                     |               |               |  |
|  | Tucumán             | Tucumán             |                  |               |                     |                     |               |               |  |                     |                     |               |               |  |
|  | Nordeste            | Nordeste            | 5                |               |                     |                     |               |               |  |                     |                     |               |               |  |
|  | Nordeste            | Nordeste            | 5                |               |                     |                     |               |               |  | Santiago del Estero | Santiago del Estero | 5             |               |  |
|  |                     |                     |                  |               |                     |                     |               |               |  | Santiago del Estero | Santiago del Estero | 5             |               |  |
|  |                     |                     | Mar del Plata    | Mar del Plata | 22                  |                     |               |               |  |                     |                     |               |               |  |
|  | Sur                 | Sur                 | Mar del Plata    | Mar del Plata | 22                  | 24                  |               |               |  |                     |                     |               |               |  |
|  | Sur                 | Sur                 |                  |               |                     |                     |               |               |  |                     |                     |               |               |  |
|  | Salta               | Salta               | 0                |               |                     |                     |               |               |  |                     |                     |               |               |  |
|  | Salta               | Salta               | 0                |               | Sur                 | Sur                 | 0             |               |  |                     |                     |               |               |  |
|  |                     |                     |                  |               | Sur                 | Sur                 | 0             |               |  |                     |                     |               |               |  |
|  |                     |                     | Mar del Plata    | Mar del Plata | 22                  |                     |               |               |  |                     |                     |               |               |  |
|  | Mar del Plata       | Mar del Plata       | Mar del Plata    | Mar del Plata | 22                  | 14                  |               |               |  |                     |                     |               |               |  |
|  | Mar del Plata       | Mar del Plata       |                  |               |                     |                     |               |               |  |                     |                     |               |               |  |
|  | San Juan            | San Juan            | 5                |               |                     |                     |               |               |  |                     |                     |               |               |  |
|  | San Juan            | San Juan            | 5                |               |                     |                     |               |               |  |                     |                     |               |               |  |
|  |                     |                     |                  |               |                     |                     |               |               |  |                     |                     |               |               |  |

### Cuartos de final
| 22 de octubre | Jujuy | 10 - 20 | Santiago del Estero | Club Los Miuras, Junín |  |
|               |       | Reporte |                     |                        |  |

| 22 de octubre | Tucumán | 10 - 5  | Nordeste | Club Los Miuras, Junín |  |
|               |         | Reporte |          |                        |  |

| 22 de octubre | Sur | 24 - 0  | Salta | Club Los Miuras, Junín |  |
|               |     | Reporte |       |                        |  |

| 22 de octubre | Mar del Plata | 14 - 5  | San Juan | Club Los Miuras, Junín |  |
|               |               | Reporte |          |                        |  |

### Semifinales
Semifinales 9.° al 12.° puesto
| 22 de octubre | Santiago del Estero | 27 - 0  | Tucumán | Club Los Miuras, Junín |  |
|               |                     | Reporte |         |                        |  |

| 22 de octubre | Sur | 0 - 22  | Mar del Plata | Club Los Miuras, Junín |  |
|               |     | Reporte |               |                        |  |

Semifinales 13.° al 16.° puesto
| 22 de octubre | Jujuy | 22 - 0  | Nordeste | Club Los Miuras, Junín |  |
|               |       | Reporte |          |                        |  |

| 22 de octubre | Salta | 0 - 32  | San Juan | Club Los Miuras, Junín |  |
|               |       | Reporte |          |                        |  |

### Finales
Final 9.° puesto
| 24 de octubre | Santiago del Estero | 5 - 22  | Mar del Plata | Club Los Miuras, Junín |  |
|               |                     | Reporte |               |                        |  |

Final 11.° puesto
| 24 de octubre | Tucumán | 5 - 10  | Sur | Club Los Miuras, Junín |  |
|               |         | Reporte |     |                        |  |

Final 13.° puesto
| 24 de octubre | Jujuy | 5 - 15  | San Juan | Club Los Miuras, Junín |  |
|               |       | Reporte |          |                        |  |

Final 15.° puesto
| 24 de octubre | Nordeste | 10 - 5  | Salta | Club Los Miuras, Junín |  |
|               |          | Reporte |       |                        |  |

## Tabla de posiciones
Tabla de posiciones al finalizar el torneo:
| 1.°  | Buenos Aires        | 3 | 0 | 0 | 84 | 7  | +77 |
| 2.°  | Oeste               | 2 | 0 | 1 | 48 | 19 | +29 |
| 3.°  | Andina              | 2 | 0 | 1 | 29 | 19 | +10 |
| 4.°  | Entre Ríos          | 0 | 1 | 2 | 15 | 68 | -53 |
| 5.°  | Rosario             | 2 | 1 | 0 | 35 | 18 | +17 |
| 6.°  | Cuyo                | 1 | 0 | 2 | 7  | 35 | -28 |
| 7.°  | Córdoba             | 1 | 0 | 2 | 10 | 26 | -16 |
| 8.°  | Santa Fe            | 0 | 0 | 3 | 3  | 39 | -36 |
| 9.°  | Mar del Plata       | 3 | 0 | 0 | 58 | 10 | +48 |
| 10.° | Santiago del Estero | 2 | 0 | 1 | 52 | 32 | +20 |
| 11.° | Sur                 | 2 | 0 | 1 | 34 | 27 | +7  |
| 12.° | Tucumán             | 1 | 0 | 2 | 15 | 42 | -27 |
| 13.° | San Juan            | 2 | 0 | 1 | 52 | 19 | +33 |
| 14.° | Jujuy               | 1 | 0 | 2 | 37 | 35 | +2  |
| 15.° | Nordeste            | 1 | 0 | 2 | 15 | 37 | -22 |
| 16.° | Salta               | 0 | 0 | 3 | 5  | 66 | -61 |

|  | Campeón Copa de Oro    |
|  | Campeón Copa de Plata. |

|                                     |
| Buenos Aires Campeón Segundo título |